# Code Geass
Code Geass: Hangyaku no Lelouch (コードギアス 反逆のルルーシュ Kōdo Giasu: Hangyaku no Rurūshu, Code Geass: Kẻ phản nghịch Lelouch), thường được gọi đơn giản là Code Geass là một bộ anime dài tập do hãng Sunrise tạo ra, đạo diễn Taniguchi Gorō và kịch bản của Ōkouchi Ichirō, với thiết kế nhân vật gốc của nhóm mangaka CLAMP. Lấy bối cảnh trong khung thời gian thay thế, bộ phim tập trung vào cuộc nổi dậy của cựu hoàng tử Lelouch vi Britannia và cũng là nhân vật chính của bộ phim. Khi có được một sức mạnh siêu nhiên gọi là Geass, anh đã quyết định sử dụng nó để tiêu diệt Đế quốc Britannia, để tạo dựng một chế độ quân chủ mới và một siêu cường quốc đã chinh phục và thống trị thế giới.
Code Geass lần đầu tiên được phát sóng tại Nhật Bản trên kênh MBS từ ngày 5 tháng 10 năm 2006 đến ngày 28 tháng 7 năm 2007. Phần tiếp theo là Code Geass: Hangyaku no Lelouch R2 (コードギアス 反逆のルルーシュR2 Kōdo Giasu Hangyaku no Rurūshu Āru Tsū), hoạt động như một chương trình phát sóng đồng bộ tại các trạm JNN (như MBS và TBS) từ ngày 6 tháng 4 năm 2008 đến ngày 28 tháng 9 năm 2008. Bộ phim cũng đã được chuyển thể thành vô số manga và light novel với sự thể hiện các kịch bản thay thế khác nhau trước đây từ anime. Bandai Entertainment cũng cấp giấy phép hầu hết các bộ phận từ nhượng quyền thương mại cho bản tiếng Anh vào tháng 12 năm 2007, phát sóng cả hai phần anime trên Cartoon Network. Hầu hết các bộ manga và light novel cũng đã được Bandai xuất bản ở Bắc Mỹ.
Bộ anime dài tập đã được chào đón khá tốt tại Nhật Bản, bán được hơn một triệu đĩa DVD và Blu-ray. Cả hai phần đều giành được nhiều giải thưởng tại Hội chợ Anime Quốc tế Tokyo, Animage Anime Grand Prix và sự kiện Animation Kobe. Giới phê bình cũng khen ngợi bộ phim đã tạo nên sự hấp dẫn lớn cho khán giả cũng như những xung đột xuyên suốt được thể hiện qua một trong những nhân vật chính và biểu thị các vấn đề đạo đức.

## Cốt truyện
Thế giới của Code Geass được phân chia làm ba quốc gia – đó là ba siêu cường quốc hùng mạnh nhất, gồm có: Đế quốc Thần thánh Britannia (khu vực màu xanh dương), Liên bang Trung Hoa (khu vực màu đỏ), và Cộng Hòa Châu Âu Thống Nhất (khu vực màu vàng).
Ngoài ra còn có Australia (khu vực màu trắng) là một quốc gia độc lập, không tham gia vào bất kì hoạt động chính trị quốc tế nào.

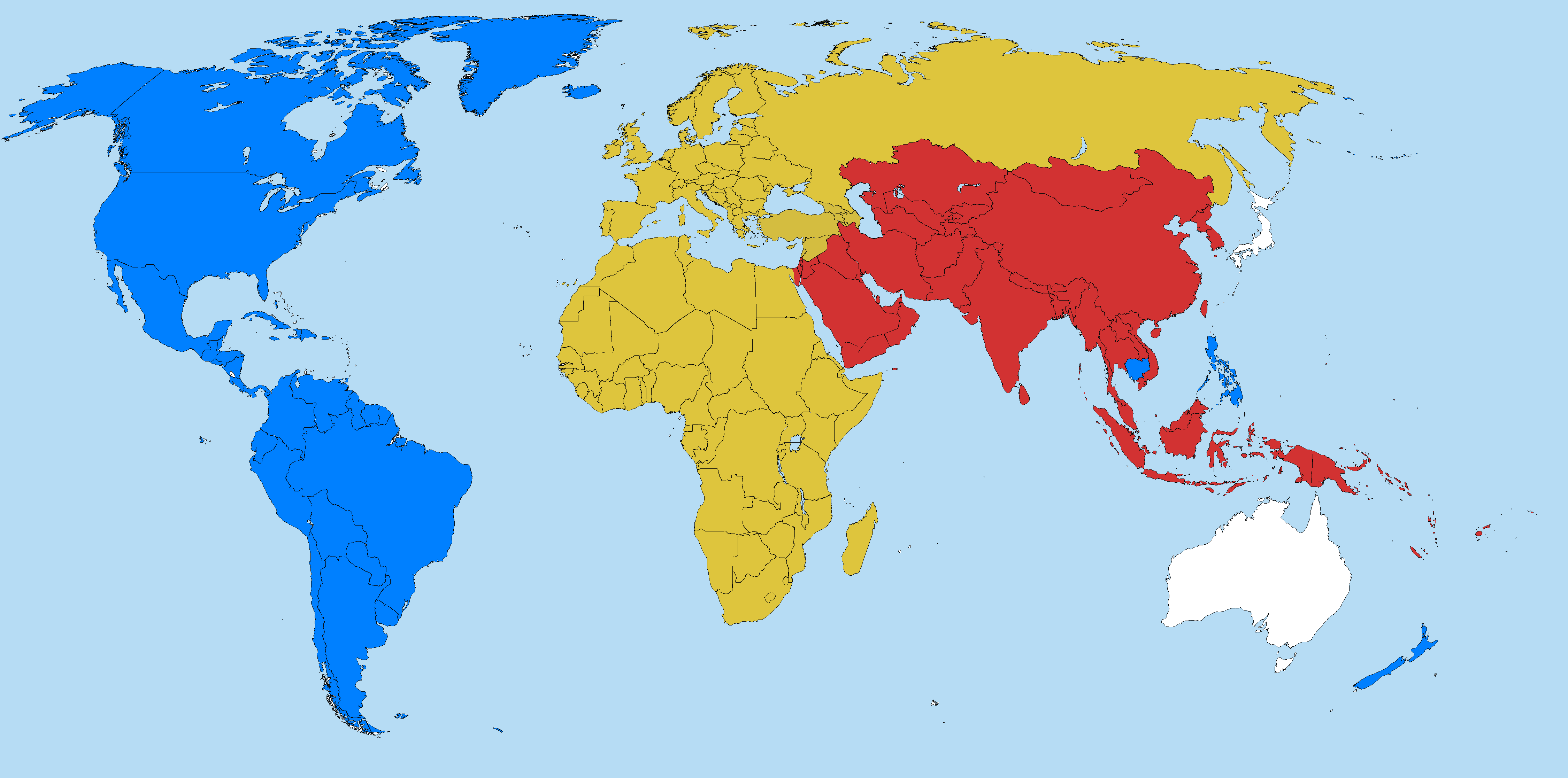
Bản đồ thế giới Code Geass trước khi Đế quốc Britannia xâm lược Nhật Bản

Câu chuyện diễn ra ngay sau khi Đế quốc Britannia xâm lược Nhật Bản vào ngày 10 tháng 8 năm 2010 a.t.b. (1955 A.D.), nhờ vào thứ vũ khí chiến đấu dạng người tên gọi "Autonomous Armored Knight" hay "Knightmare Frames" siêu việt của Britannia, Nhật Bản nhanh chóng thất thủ. Độc lập, chủ quyền, tên nước, tất cả đều bị tước đoạt. Nhật Bản được đánh số, trở thành Khu vực 11, và người dân Nhật phải mang cái tên Eleven (Người của Khu vực 11). Người "Eleven" bị xem thường và đối xử tệ hại, họ buộc phải sống trong những khu ổ chuột, chui rúc trong những hang cùng ngõ hẻm tối tăm hoặc ở những nơi đổ nát tàn dư của chiến tranh trong khi những người dân Britannia lại được sống trong những căn hộ rộng lớn và sang trọng. Mâu thuẫn nảy sinh, những phần tử người phản loạn dần dần tập họp, phân chia thành nhiều thế lực khác nhau để đấu tranh chống lại đế quốc, đòi quyền tự do, độc lập và bình đẳng. Đây đó trên đất nước vẫn còn những nhóm kháng chiến, nhưng tất cả đều lép vế trước sức mạnh quân sự của Đế quốc Britannia.
Sau khi Hoàng đế Charles zi Britannia, cha của Lelouch phớt lờ việc truy tìm kẻ đã giết mẹ mình là Marianne vi Britannia và làm tàn phế đứa em gái Nunnally Lamperouge của cậu, Lelouch thề rằng sẽ tiêu diệt Britannia. Cũng vì mẹ bị ám sát, em gái cũng vì chuyện này mà bị liệt và bị mù. Do không còn giá trị để lợi dụng trên chính trường, cậu cùng em gái bị cha gửi đến Khu vực 11 làm con tin. Lelouch cực kì căm hận cha mình vì đã gây ra đau khổ cho em gái Nunnally. Vì vậy, cậu đã thề với người bạn thuở nhỏ là Suzaku Kururugi rằng một ngày nào đó mình sẽ quyết tâm tiêu diệt Britannia, tạo dựng một thế giới tốt đẹp hơn cho Nunnally. Bảy năm sau vào năm 2017, ở "Khu vực 11", Lelouch (lúc này là một học sinh của Học viện Ashford) trên đường về bất ngờ bị cuốn vào một cuộc rượt đuổi giữa binh lính Britanian và một nhóm khủng bố và cậu bắt gặp một cô gái bí ẩn bị nhốt trong "quả bom" mà phe phản động đã đánh cắp từ Britannia vì nghĩ rằng đó là vũ khí sinh học. Nhóm khủng bố đã kịp thời chạy trốn vào khu ổ chuột dành cho người Eleven, vì thế quân đội Britannia đã tiến hành tàn sát khu ổ chuột để bắt nhóm khủng bố xuất đầu lộ diện. Trong cơn loạn lạc, Lelouch được cô gái vưa thức tỉnh với tên gọi là C.C. (C2) trong tình thế nguy hiểm đã đề nghị một "thỏa hiệp" với Lelouch, nếu Lelouch chấp nhận thỏa hiệp đó thì cô ta sẽ giúp cậu sống sót. Lelouch chấp nhận "thỏa hiệp" và cậu có được sức mạnh của "Geass" (ギアス giasu) ở con mắt bên trái, một năng lực còn gọi là "Sức mạnh Đế vương" (王の力 (Vương Lực) Ō no Chikara) khiến cho ai ai cũng phải nghe theo mệnh lệnh mà cậu ban ra. Lelouch bèn tập hợp một nhóm người chống đối Britannia, thành lập Hắc Hiệp Sĩ Đoàn, tự xưng là Liên minh công lý. Cậu phải mang mặt nạ che giấu thân phận và tự xưng mình là "Zero". Kể từ đây, Lelouch bắt đầu dùng Geass để khởi động kế hoạch tiêu diệt đất nước mà cha mình đang trị vì.

## Sản xuất
Code Geass ban đầu được Ōkōchi Ichirō và Gorō Taniguchi phát triển tại Sunrise, rồi đề xuất nó lên nhà sản xuất Kawaguchi Yoshitaka. Kawaguchi trước đó đã tiếp cận Okouchi và Taniguchi trong quá trình sản xuất Planetes. Ý tưởng cơ bản đối với cốt truyện gồm có một "anh hùng", người đứng đầu một tổ chức bí mật, mà sau này dần phát triển thành một cuộc xung đột giữa hai nhân vật có giá trị khác nhau và thuộc về cùng một đơn vị quân đội.
Trong các giai đoạn lập kế hoạch ban đầu, Kawaguchi còn liên lạc để hội ý với nhóm mangaka CLAMP. Đây là lần đầu tiên CLAMP từng được yêu cầu việc thiết kế các nhân vật trong một bộ anime. CLAMP đã ký vào dự án lúc ban đầu trong giai đoạn phát triển và cung cấp nhiều ý tưởng giúp phát triển bối cảnh và nhân vật của anime.
Trong quá trình phát triển việc thiết kế nhân vật dành cho Lelouch Lamperouge, nhân vật chính của bộ anime, CLAMP lúc đầu tưởng tượng màu tóc của cậu là màu trắng. Ōkawa Ageha, trưởng nhóm kịch bản của CLAMP, cho biết cô đã hình dung về Lelouch kiểu như một nhân vật mà "tất cả mọi người "có thể kể đến như là vẻ ngoài điềm tĩnh, theo nghĩa đen là một "nét đẹp". Trong giai đoạn lên kế hoạch, CLAMP và các nhân viên Sunrise đã thảo luận một số nguồn cảm hứng có thể cho các nhân vật, bao gồm cả KinKi Kids và Tackey & Tsubasa. Họ muốn tạo ra một "show lớn," một bộ anime đủ sức sức thu hút đến "tất cả mọi người". Thế thân của Lelouch là Zero cũng được xem là một trong những nhân vật được phát triển sớm nhất, mà Ōkouchi muốn có một chiếc mặt nạ được coi như là một phần của bộ anime này, cảm thấy nó rất cần thiết để trở thành một Sunrise show, riêng CLAMP thì muốn một thiết kế độc đáo chưa bao giờ được nhìn thấy trước đây trong bất kỳ bộ anime nào của Sunrise (mặt nạ được đặt biệt danh là "tulip" vì thiết kế đặc biệt của nó).
Nghệ thuật thiết kế nhân vật gốc hoàn chỉnh của CLAMP, do trưởng nhóm mangaka là Mokona minh họa, sau đó đã được nhà thiết kế nhân vật của Sunrise là Kimura Takahiro chuyển đổi thành các thiết kế nhân vật hoạt hình dành cho anime, ông cũng chính là người trước đó đã trải qua "mỗi ngày" để phân tích nghệ thuật và phong cách của CLAMP từ các cuốn artbook và các bộ manga của họ. Trong khi làm việc trên các thiết kế nhân vật hoạt hình, ông tập trung vào việc thiết kế chúng để cho phép những họa sĩ hoạt hình khác của bộ anime áp dụng chúng mà không đi lệch khỏi phong cách nghệ thuật ban đầu của CLAMP.
Âm nhạc cho bộ anime được sáng tác bởi Nakagawa Kōtarō và Kuroishi Hitomi, người trước đó đã làm việc với bộ phận chủ chốt của anime trong Planetes và tác phẩm trước đây của Taniguchi là Gun X Sword. Ngoài những đoạn nhạc ngẫu nhiên xuất hiện trong mỗi tập phim, Kuroishi cũng sáng tác rất nhiều ca khúc lồng vào trong anime, bao gồm "Stories", "Masquerade", "Alone" và "Innocent Days" đều do đích thân Kuroishi thực hiện, trong khi "Picaresque" và "Callin" được thực hiện bởi ca nhạc sĩ Sakai Mikio, cô cũng từng có thời gian trước đây làm việc với Nakagawa và Kuroishi trong Planetes. Các ban nhạc FLOW, Ali Project, Jinn, SunSet Swish, Access và Orange Range đều cung cấp những bài hát cho ca khúc mở đầu và kết thúc chủ đề.
Khi bộ anime được phát triển để phát sóng trên Mainichi Broadcasting System, nó được đưa lên suất chiếu chính vào buổi tối thứ Bảy của hệ thống, rồi sau này được đổi thành suất chiếu vào đêm khuya thứ Năm. Do sự thay đổi này, triển vọng tổng thể và một số yếu tố của bộ anime đã thay đổi và tiếp tục phát triển để phù hợp với khán giả ở độ tuổi trưởng thành hơn vào cuối đêm. Khả năng siêu nhiên "Geass" cuối cùng được đưa vào chương trình tại thời điểm này và lần đầu tiên được thai nghén như một sức mạnh đặc biệt do một "thiên thần" ban cho nhân vật chính, mặc dù phần cuối cùng này cũng đã được sửa đổi cho hợp với cốt truyện của anime.

## Truyền thông

### Anime
Code Geass chính thức được công chiếu trên đài truyền hình Mainichi Broadcasting System (MBS) vào 25:25 ngày 5 tháng 10 năm 2006 (01:25 JST ngày 6 tháng 10 năm 2006). Kênh truyền hình vệ tinh của nó được ra mắt khắp Nhật Bản trên Animax vào ngày 7 tháng 11 năm 2006. Sau khi phát sóng 23 tập phim đầu tiên, bộ anime có lúc gián đoạn vào ngày 29 tháng 3 năm 2007, và hoàn thành chương trình phát sóng của phần đầu tiên với một chương trình phát sóng một giờ tiếp giáp của tập 24 và 25 vào lúc 16:25 thứ Bảy ngày 28 tháng 7 năm 2007.
Sự nổi tiếng rộng lớn của Code Black: Hangyaku no Lelouch được tiếp nối với sự phát triển của phần tiếp theo là Code Black: Hangyaku no Lelouch R2, lần đầu tiên được công bố trên số ra tháng 3 năm 2007 của Newtype và sau đó được sự xác nhận của nhà sản xuất Sunrise là Kawaguchi Yoshitaka trên blog nhân viên chính thức của bộ phim vào ngày 9 tháng 3 năm 2007.
Code Black: Hangyaku no Lelouch R2 được trình chiếu trên tất cả các đài thành viên Japan News Network (JNN) (như MBS và TBS) vào ngày 6 tháng 4 năm 2008, trong khe thời gian anime khung giờ vàng, với khe thời gian thay đổi từ 18:00 JST ngày thứ Bảy đến 17:00 JST vào ngày Chủ Nhật. Trước khi bộ anime được phát sóng truyền hình, ba buổi chiếu xem trước riêng của tập 1 đã được tổ chức vào ngày 15 và 16 tháng 3 tại Osaka và Tokyo, trong đó có sự tham dự của các diễn viên lồng tiếng Nhật của bộ phim cũng như một khu chứa 3800 ứng viên được lựa chọn ngẫu nhiên. Ngày 15 tháng 4 năm 2008, vào lúc 17:00 JST, 6 phút cuối cùng của bản nháp tập phim thứ ba chưa phát sóng đã vô tình bị đăng tải lên mạng Internet do một lỗi của Bandai Channel, kênh truyền hình trực tuyến của Bandai và nhà phân phối trực tuyến bộ phim, giữa lúc đang thử nghiệm một hệ thống ngăn chặn việc upload trực tuyến bất hợp pháp.
Cả hai phần của Code Geass đều được Bandai Entertainment cấp giấy phép phát hành tại Mỹ, và phần đầu tiên bắt đầu phát sóng trên khối chương trình Adult Swim của Cartoon Network tại Mỹ vào ngày 27 tháng 4 năm 2008; phần thứ hai bắt đầu phát sóng vào ngày 02 tháng 11, ngay sau phần đầu tiên, cả hai có thể xem được bằng tiếng Anh trên Adult Swim Video. Tập cuối cùng của bộ anime được khởi chiếu vào ngày 7 tháng 6 năm 2009, kết thúc phần thứ hai và đoạn còn lại của câu chuyện. Ngày 23 tháng 4 năm 2010, quyền lợi của Adult Swim về bộ anime này đã hết hạn. Tại Úc và New Zealand, bộ anime được Bandai Entertainment USA cấp giấy phép bổ sung cho Madman Entertainment, và bắt đầu phát sóng trên kênh ABC2 của Úc từ 19 tháng 1 năm 2009. Tại Philippines, phần đầu tiên của Code Geass được khởi chiếu vào ngày 10 tháng 11 năm 2008, vào buổi tối hằng tuần lúc 19:30h PST và kết thúc vào ngày 15 tháng 12 năm 2008 thông qua TV5 trong khi phần thứ hai được công chiếu vào ngày 4 tháng 5 năm 2009 và kết thúc vào ngày 5 tháng 6 năm 2009, vào buổi tối hằng tuần lúc 18:00h trên PST với một bản tóm tắt vào buổi chiều cuối tuần của tập phim trong tuần trên TV5. Bất chấp tỉ lệ xếp hạng xấu đạt được do sự cạnh tranh với các chương trình tin tức truyền hình địa phương và khung giờ vàng, bộ phim đã có thể đạt được một số lượng lớn người ủng hộ và trở thành một trong những anime dài tập được nói đến nhiều nhất trong nước trong quá trình hoạt động. Code Geass đã ra mắt tên kênh truyền hình cáp của Philippines vào ngày 27 tháng 7 năm 2010 qua Hero TV. Ở Ý phần đầu tiên được phát sóng từ ngày 24 tháng 9 năm 2009 đến ngày 25 tháng 2 năm 2010 trên Rai 4 và phần thứ hai được phát sóng trên Rai 4 cũng từ ngày 4 tháng 3 năm 2010 đến 12 tháng 8 năm 2010; cả hai phần đều được phát sóng vào khoảng 23:10h. Sau khi đóng cửa của Bandai Entertainment vào năm 2012, Sunrise công bố tại bảng của họ tại Otakon 2013 rằng Funimation đã cứu vãn được cả hai phần của Code Geass và thêm vào đó được cấp giấy phép OVA Bōkoku no Akito cùng với một số ít các tựa phim cũ của Bandai Entertainment.
Việc phát hành Code Geass: Kiseki no Tanjōbi (コードギアス 反逆のルルーシュ キセキの誕生日 Kōdo Giasu: Kiseki no Tanjōbi) bao gồm phụ liệu cần thiết về một anime OVA Code Geass mới đang trong quá trình sản xuất gọi là Code Geass: Bōkoku no Akito (コードギアス 亡国のアキト Kōdo Giasu: Bōkoku no Akito), đạo diễn bởi Akane Kazuki. Câu chuyện phụ là một OVA lấy bối cảnh ở châu Âu khi Đế quốc Thần thánh Britannia xâm lược châu Âu giữa hai phần của Lelouch of the Rebellion.
Một phần anime OVA khác mang tên Code Geass: Hangyaku no Lelouch - Nunnally in Wonderland (コードギアス 反逆のルルーシュ： ナナリーinワンダーランド Kōdo Giasu Hangyaku no Rurūshu: Nanarī in wandārando) đã được công bố và tiết lộ trên trang web chính thức của anime. Kimura Takahiro sẽ phụ trách thiết kế nhân vật của bộ phim. Baba Makoto được phân công làm giám đốc của tập OVA trong khi biên kịch Nomura Yuuichi và nhà soạn nhạc Nakagawa Kotaro sẽ trở lại đảm nhận dự án trên. Nội dung của OVA là Lelouch phải dùng đến Geass lần cuối cùng đối với cô em gái Nunnally để cô hóa thân thành Alice ở Wonderland. Đĩa Blu-ray do Bandai Visual phát hành vào ngày 27 tháng 7 năm 2012 với phụ đề tiếng Anh và đi kèm với một cuốn sách ảnh 40 trang.

### Manga
Kadokawa Shoten đã xuất bản bốn ấn phẩm manga riêng biệt, mỗi bộ có chứa một cốt truyện thay thế. Cả bốn bộ manga lần đầu tiên đã được Bandai Entertainment cấp phép cho phiên bản tiếng Anh tại Bắc Mỹ. Bộ đầu tiên là Code Black: Hangyaku no Lelouch của Majiko~! và lúc đầu được đăng nhiều kỳ trên Monthly Asuka, tập trung vào nhân vật chính của sê-ri là Lelouch Lamperouge, với vài sự khác biệt từ cốt truyện cơ bản của anime. Sự khác biệt đáng chú ý nhất từ phiên bản anime là sự vắng mặt của Knightmare Frame. Các chương truyện của nó được thu thập trong tám tập tankōbon phát hành từ ngày 26 tháng 12 năm 2008 đến ngày 26 tháng 3 năm 2010. Ấn phẩm của bộ truyện bản tiếng Anh của Bandai được xuất bản từ ngày 29 tháng 7 năm 2008 đến ngày 15 tháng 2 năm 2011. Truyện được Nhà xuất bản Trẻ mua bản quyền và xuất bản năm 2018 dưới tên "Code Geass: Định mệnh của Lelouch"
Bộ manga thứ hai là Code Geass: Hankō noSuzaku (コードギアス 反攻のスザク Kōdo Giasu: Hankō no Suzaku). Sáng tác bởi Yomino Atsuro và đăng nhiều kỳ trong tạp chí Beans A. Bộ này tập trung vào nhân vật Kururugi Suzaku trong một thực tại khác, nơi anh chiến đấu chống lại tổ chức tội phạm gọi là Black Knights. Bộ manga gồm hai tập được phát hành vào ngày 26 tháng 6 năm 2007 và ngày 26 tháng 9 năm 2008. Tập tiếng Anh đầu tiên được phát hành vào ngày 6 tháng 1 năm 2009 và tập tiếp theo vào ngày 13 tháng 10 năm 2009.
Code Geass: Nightmare of Nunnally (コードギアス ナイトメア・オブ・ナナリー Kōdo Giasu Naitomea Obu Nanarī), được đăng nhiều kỳ trong Comp Ace do Takuma Tomomasa sáng tác, tập trung vào cô em gái của Lelouch là Nunnally Lamperouge đi tìm kiếm người anh trai mất tích thì tình cờ sức khỏe của mình được một thực thể có tên Nemo khôi phục. Bộ manga gồm năm tập được xuất bản từ ngày 26 tháng 6 năm 2007 đến ngày 25 tháng 4 năm 2009. Các tập bản tiếng Anh được công bố từ ngày 9 tháng 6 năm 2009 đến ngày 23 tháng 3 năm 2010.
Ấn phẩm manga thứ tư là Bakumatsu Ibun Roku Code Geass: Hangyaku no Lelouch (幕末異聞録 コードギアス 反逆のルルーシュ Bakumatsu Ibun Roku Kōdo Giasu Hangyaku no Rurūshu), được đăng nhiều kỳ trong Kerokero Ace. Lấy bối cảnh lịch sử thay thế vào năm 1853, Lelouch là người chỉ huy của lữ đoàn tiễu trừ phản loạn trong quân đội Mạc phủ được gọi là Shinsengumi, phải chiến đấu với quân Cách mạng Áo Đen, một nhóm phiến quân được dẫn dắt bởi một cá nhân đeo mặt nạ gọi là Rei. Bộ manga gồm một tập duy nhất được phát hành vào ngày 25 tháng 10 năm 2010, trong khi phiên bản tiếng Anh được xuất bản vào ngày 10 tháng 5 năm 2011.
Vào cuối năm 2009, Bandai đã công bố một dự án mới được bật mí cho năm 2010. Một bộ manga mang tên Code Geass: Shikkoku no Renya (コードギアス 漆黒の連夜 Kōdo Giasu: Shikkoku no Renya), là sản phẩm đầu tiên được công bố. Câu chuyện diễn ra trong cùng lịch sử Code Geass chính thức như anime, nhưng trong một thời đại khác nhau với đạo diễn anime Taniguchi Goro viết kịch bản cho câu chuyện. Nhân vật chính tên Renya là một chàng trai 17 tuổi tình cờ gặp phải một phù thủy trẻ tuổi bất diệt bí ẩn tên "Reifū C.C." đã xuất hiện trong thời kỳ Edo của Nhật Bản để tìm kiếm một người cộng tác mới thực hiện giao ước với cô. Nó bắt đầu công bố trên số ra tháng 5 năm 2010 của Shōnen Ace. Bandai Entertainment sẽ phát hành manga bản tiếng Anh như với các ấn phẩm khác. Ngày 2 tháng 1 năm 2012 như là một phần của việc tái cơ cấu được công bố của Bandai Entertainment mà họ đã làm kể từ trong số các tựa phim khác, thu hồi việc xuất bản Code Geass: Shikkoku no Renya cho lần phát hành tiếng Anh.
Spin-off của Code Geass là Soubou no Oz diễn ra giữa phần đầu tiên và thứ hai của bản TV anime và được kể lại từ hai quan điểm. Câu chuyện hình ảnh tại trung tâm Hobby Japan xoay quanh Orpheus Zevon, một tên khủng bố trẻ với Knightmare Frame Byakuen đang truy lùng kẻ giết người yêu của mình. Bộ manga trong Newtype Ace xoay quanh Oldrin Zevon, một cô gái trong đơn vị chống khủng bố của Đế quốc Britannia là Glinda Knight điều khiển Knightmare Frame Lancelot Grail. Câu chuyện của Soubou no Oz và Bōkoku no Akito đều diễn ra cùng một lúc ở giữa phần 1 và phần 2 của bộ anime.

### Drama CD
Âm nhạc cho bộ phim, sáng tác bởi Nakagawa Kōtarō và Kuroishi Hitomi, đã được phát hành qua hai soundtrack gốc do Ishikawa Yoshimoto sản xuất và Victor Entertainment phát hành. Phát hành lần đầu tiên tại Nhật Bản vào ngày 20 tháng 12 năm 2006 và lần thứ hai vào ngày 24 tháng 3 năm 2007. Hình bìa và bao bọc cho cả soundtrack được minh họa bởi Kimura Takahiro.
Bộ anime cũng đã được chuyển thể thành một loạt Drama CD, gọi là Sound Episodes, đĩa đầu tiên trong số đó đã được phát hành tại Nhật Bản vào tháng 4 năm 2007 bởi Victor Entertainment, với những tập mới phát hành hàng tháng. Sáng tác bởi nhiều người trong số các nhà biên kịch trong anime, những tập phim được bố trí giữa các tập và xuất hiện các bài hát chủ đề do các diễn viên lồng tiếng của anime thực hiện.
Tổng cộng mười hai drama CD đã được phát hành. Sáu đĩa đầu tiên được phát hành từ ngày 25 tháng 4 năm 2007 đến ngày 27 tháng 9 năm 2007 bao gồm phần đầu tiên của anime, và sáu đĩa khác tập trung vào phần thứ hai.

### Light novel
Code Geass còn được tiểu thuyết hóa thành một bộ light novel. Đầu tiên được đăng thành nhiều kỳ trong tạp chí The Sneaker của Kadokawa Shoten, chúng được chia thành hai bộ riêng biệt tương ứng với hai phần của anime. Bộ đầu tiên, Code Black: Hangyaku no Lelouch dài năm tập với tập đầu được gắn nhãn là tập 0, phát hành tại Nhật Bản vào ngày 28 tháng 4 năm 2007 và tập cuối vào ngày 1 tháng 3 năm 2008. Tất cả năm tập trong bộ đầu tiên của light novel đã được Bandai Visual phát hành bằng tiếng Anh. Tập đầu tiên được phát hành vào tháng 11 năm 2008 và tập cuối cùng vào ngày 23 tháng 2 năm 2010. Cuốn tiểu thuyết đầu tiên đóng vai trò như một lời mở đầu, tập trung vào tình bạn của Lelouch với Kururugi Suzaku hồi nhỏ, khi cựu hoàng tử và em gái Nunnally Lamperouge được gửi đến Nhật Bản làm con tin chính trị.
Bộ tiểu thuyết thứ hai Code Black: Hangyaku no Lelouch R2 bao gồm phần thứ hai của anime mà Lelouch tiếp tục trận chiến chống lại đế quốc Britannia. Bộ này gồm bốn tập được phát hành từ ngày 1 tháng 6 năm 2008 đến ngày 1 tháng 3 năm 2009. Một tập câu chuyện bên lề cuốn tiểu thuyết duy nhất, Code Geass:Hangyaku no Lelouch -  Shu no Kiseki (コードギアス 反逆のルルーシュ 朱の軌跡 Kōdo Giasu: Hangyaku no Rurūshu Shu no Kiseki) được phát hành vào ngày 1 tháng 4 năm 2008 tại Nhật Bản. Nó tập trung vào cuộc sống của nhân vật nữ Kallen Stadtfeld sẽ trở thành một người lính từ tổ chức Hắc Hiệp Sĩ Đoàn dưới sự lãnh đạo của Lelouch để đánh bại Britannia. Ngày 3 tháng 1 năm 2012, bản tiếng Anh của ấn phẩm light novel của R2 đã được công bố sẽ bị hủy bỏ như một phần của kế hoạch tái cơ cấu của Bandai Entertainment vốn đã được công bố ngày hôm trước.
Dưới đây là danh sách các ấn phẩm light novel Code Geass xuất bản tại Nhật:
Code Black: Hangyaku no Lelouch
| # | Nhan đề           | Phát hành ja                          | Phát hành tiếng Việt               |
| - | ----------------- | ------------------------------------- | ---------------------------------- |
| 1 | Stage 0: Entrance | 1 tháng 5 năm 2007 978-4-04-422307-6  | 4 tháng 11 năm 2008 978-1594099816 |
| 2 | Stage 1: Shadow   | 1 tháng 7 năm 2007 978-4-8291-2875-6  | 3 tháng 3 năm 2009 978-1594099823  |
| 3 | Stage 2: Knight   | 1 tháng 10 năm 2007 978-4-04-422309-0 | 25 tháng 8 năm 2009 978-1594099830 |
| 4 | Stage 3: Sword    | 1 tháng 1 năm 2008 978-4-04-422310-6  | 3 tháng 11 năm 2009 978-1594099847 |
| 5 | Stage 4: Zero     | 1 tháng 3 năm 2008 978-4-04-422311-3  | 23 tháng 2 năm 2010 978-1604961850 |

Code Black: Hangyaku no Lelouch - Shu no Kiseki
| # | Nhan đề | Phát hành ja                         | Phát hành tiếng Việt |
| - | --- | ------------------------------------ | -------------------- |
| 1 | Code Geass: Lelouch of the Rebellion Red Tracks Kōdo Giasu: Hangyaku no Rurūshu Shu no Kiseki (コードギアス 反逆のルルーシュ 朱の軌跡) | 1 tháng 4 năm 2008 978-4-04-422312-0 | -                    |

Code Black: Hangyaku no Lelouch R2
| # | Nhan đề | Phát hành ja                          | Phát hành tiếng Việt |
| - | ------- | ------------------------------------- | -------------------- |
| 1 | Turn 1  | 1 tháng 6 năm 2008 978-4-8291-2839-8  | -                    |
| 2 | Turn 2  | 1 tháng 9 năm 2008 978-4-04-422314-4  | -                    |
| 3 | Turn 3  | 1 tháng 12 năm 2008 978-4-8291-2953-1 | -                    |
| 4 | Turn 4  | 1 tháng 3 năm 2009 978-4-8291-1307-3  | -                    |

### Trò chơi điện tử
Code Geass còn được dự kiến sẽ chuyển thể thành một loạt trò chơi điện tử, phát triển cho các hệ máy Nintendo DS, PlayStation Portable và PlayStation 2 do hãng Namco Bandai Games phát hành. Tất cả game dành cho các hệ máy trên chỉ được tung ra ở Nhật Bản, dù một bản vá không chính thức Pre-Alpha cung cấp bản dịch tiếng Anh cho Nintendo DS tồn tại trên internet. Game cho hệ máy Wii đã bị hủy bỏ vì lý do nào đó. Trang chủ chính thức của tựa game Nintendo DS đầu tiên ra mắt vào ngày 16 tháng 7 năm 2007, với bản game được phát hành vài tháng sau đó vào ngày 25 tháng 10 cùng năm.
Tựa game thứ hai mang tên Code Black: Hangyaku no Lelouch LOST COLORS được phát triển cho hệ máy PlayStation Portable và PlayStation 2, và phát hành tại Nhật Bản vào ngày 27 tháng 3 năm 2008. Đây là một game visual novel nói về một nhân vật mới có tên Rai (ラ イ?) bỗng nhiên bị mất trí nhớ. Anh có một khả năng tương tự như Geass của Lelouch nhưng phải kích hoạt bằng giọng nói.
Game thứ ba dành cho hệ máy Nintendo DS là một bộ sưu tập các minigame gồm các hình thức siêu biến dạng của các nhân vật. Người chơi di chuyển dọc theo một bảng thông qua cuộn súc sắc, đưa vào các điểm khác nhau để kích hoạt minigame. Các minigame là những sự kiện mang phong cách nhái lại với nhiều thể loại. Chúng bao gồm việc giúp Jeremiah trồng những trái cam tươi, chạy đua với C.C. và Shirley trong bơi lội, và một beat-em-up cuộn ngang có Kallen trong bộ giáp phục giống như Guren.
Code Geass R2 được dự kiến sẽ xuất hiện trong From Software (Souls Demon, Armored Core) và tựa game hành động mecha độc quyền trên PlayStation 3 của Banpresto là Another Century's Episode R, được phát hành tại Nhật Bản vào tháng 8 năm 2010 và trong đó cả hai phiên bản Lancelot của Suzaku, Shinkiro của Lelouch, cả hai phiên bản Guren của Kallen và Akatsuki của C.C. có thể chơi được. Một phần thứ tư của dòng game ACE dành cho PlayStation Portable mang tên Another Century's Episode Portable sẽ bao gồm Lancelot Albion của Suzaku và Shinkiro của Lelouch/Zero.
Các nhân vật Code Geass đều xuất hiện trong bộ trang phục từ phiên bản tiếng Nhật của tựa game PlayStation 3, Tales of Graces F. Số nhân vật này gồm Zero, Suzaku, C.C. và Kallen. Những trang phục này không rõ lý do vì sao chẳng bao giờ được phát hành trên phiên bản Mỹ.

### Artbook
Hai quyển artbook có những hình minh họa của anime là Code Geass Graphics Zero (ISBN 4048540793) và Code Geass Graphics Ashford (ISBN 4048540807), đã được xuất bản tại Nhật. Cùng với việc phát hành phần thứ hai của Code Geass là ấn phẩm của một quyển artbook khác, Code Geass – Lelouch of the Rebellion illustrations Rebels (ISBN 4048541692), gồm 134 tác phẩm nghệ thuật của phần đầu tiên. Một quyển artbook 95 trang khác có tựa đề Code Black: Hangyaku no Lelouch – The Complete Artbook (ISBN 9784048541183) cũng đã được xuất bản. Cuối cùng, nhóm mangaka nổi tiếng CLAMP từng phụ trách khâu thiết kế cho Code Geass, cũng cho ra mắt quyển artbook của riêng mình mang tên Code Geass x CLAMP: Mutuality.

### Phát thanh Internet
Code Geass còn được chuyển thể thành một loạt các chương trình phát thanh internet hàng tuần, được truyền trực tuyến trên cổng thông tin BEAT☆Net Radio!, mà cái đầu tiên trong số đó là Code Geass: Hangyaku Nikki (コードギアス 反逆日記 Kōdo Giasu: Hangyaku Nikki), bắt đầu trình chiếu từ ngày 6 tháng 10 năm 2006. Có sự xuất hiện của Ohara Sayaka (diễn viên lồng tiếng của Milly Ashford) và Arai Satomi (diễn viên lồng tiếng của Sayoko Shinazaki). Phần thứ hai Code Geass:Hangyaku no Yamayama (コードギアス 反逆の山々 Kōdo Giasu Hangyaku no Yamayama), lần đầu tiên được phát sóng vào ngày 12 tháng 12 năm 2006 và được tổ chức bởi Fukuyama Jun (diễn viên lồng tiếng của Lelouch) và Sugiyama Noriaki (diễn viên lồng tiếng của Rivalz). Trong R2, một chương trình mới mang tên Code Geass – LuluKuru Station (コードギアス ルルクルステーション Kōdo Giasu Rurukuru Suteishōn) được phát sóng và tổ chức bởi Fukuyama và Sakurai Takahiro (diễn viên lồng tiếng của Suzaku).

## Đón nhận
Khi tập đầu tiên được thể hiện trong một buổi chiếu thử nghiệm đặc biệt, với sự tham dự của Ōkawa, các thành viên khác của bộ phận nhân viên làm anime, cũng như một số nhà báo và nhân viên có liên quan đến phương tiện truyền thông khác nhằm đáp ứng với sự cường điệu xung quanh bộ phim phát hành sắp tới, khán giả rơi vào im lặng ngay lập tức sau khi anime kết thúc, tiếp theo là một "tràng vỗ tay lớn". Đến tháng 8 năm 2008, hơn 900.000 đĩa Code Geass đã được bán ra tại Nhật Bản. Theo như báo cáo, Bandai Visual đã vận chuyển được hơn một triệu đĩa DVD và Blu-ray đĩa liên quan đến sản phẩm thương mại Code Geass vào tháng 11 năm 2008, đặt nó vào trong số các bộ anime hiện đại nổi tiếng nhất ở cả Nhật Bản và Bắc Mỹ. Trong suốt năm 2008, tập đầu tiên từ R2 đã trở thành bộ anime thứ tư có đĩa DVD và Blu-ray bán chạy nhất tại Nhật Bản theo Amazon.com.
Kể từ khi ra mắt, Code Black: Hangyaku no Lelouch đã nhận được rất nhiều giải thưởng và danh hiệu. Trong giải thưởng Tokyo Anime Awards thường niên lần thứ sáu được tổ chức tại Hội chợ Anime Quốc tế Tokyo năm 2007, Code Geass thắng giải thưởng sê-ri TV anime xuất sắc nhất. Phần thứ hai cũng nhận được giải thưởng "Kịch bản xuất sắc nhất" tại Hội chợ Anime Tokyo năm 2009. Theo ghi nhận tại giải Anime Grand Prix thường niên lần thứ 29 của tạp chí anime ở Nhật Animage, Code Geass giành được giải thưởng bộ anime nổi tiếng nhất, với Lelouch Lamperouge cũng được chọn là nhân vật nam nổi tiếng nhất và bài "Colors" được chọn là ca khúc nổi tiếng nhất. Tại giải Anime Grand Prix thường niên lần thứ 30, Lelouch đã giành vị trí đầu tiên một lần nữa và C.C. được bình chọn nhân vật nữ nổi tiếng nhất. Tại lễ trao giải Seiyu đầu tiên được tổ chức vào năm 2007, Fukuyama Jun đã đoạt giải thưởng diễn viên xuất sắc nhất trong vai trò hàng đầu dành cho vai diễn Lelouch Lamperouge trong anime, riêng Ami Koshimizu giành được giải thưởng cho nữ diễn viên xuất sắc nhất trong một vai hỗ trợ dành cho nhân vật Kallen Stadtfeld do cô thể hiện.
Hơn nữa, Code Geass giành được giải thưởng dành cho TV Animation xuất sắc nhất tại sự kiện Animation Kobe thứ mười hai, được tổ chức hàng năm tại Kobe, Hyōgo, với R2 giành được giải thưởng vào năm sau. Năm 2009, Seiun Award, Code Geass R2 là một ứng cử viên ở hạng mục "Giải thưởng Phương tiện Truyền thông Xuất sắc nhất".
Nhà bình luận của Anime News Network là Todd Ciolek đã quy cho mức độ phổ biến tăng vọt của Code Geass thành "bộ anime đánh vào mọi ngóc ngách quan trọng của người hâm mộ", với những điểm thu hút khán giả đáng xếp loại từ một "dàn diễn viên phức tạp của các nhân vật và một câu chuyện có nhịp độ nhanh, được kể theo hướng có khả năng Gorō Taniguchi dành "cho" người hâm mộ có mối quan tâm chung" đến "người anh hùng điển trai có hơi chút ốm yếu" dành cho "fan hâm mộ nữ yêu thích yaoi". Carl Kimlinger cũng thấy rằng bộ anime "có kỹ năng và năng lượng để mang người xem nhích lại gần hơn với nó, nơi mà họ có thể dành một vài giờ vui thú miệt mài trong sự quyến rũ khoa trương của nó". Ông còn cho biết thêm rằng Taniguchi" đã thể hiện thái quá trong bộ phim của ông với sự chăm chút, các sự kiện đan xen lẫn nhau một cách khéo léo như các kế hoạch của Lelouch đến với nhau (hoặc sụp đổ) và sử dụng động lực chiến đấu của mecha".
Anime News Network đã viết rằng bộ anime "theo một cách, [...] phản ánh tình trạng bất ổn của một thế hệ: nhận thức rằng người già giàu sang đầy quyền thế đã bóp nghẹt lên thế giới này và giới trẻ thì bất lực khi muốn làm bất cứ điều gì về nó". Theo ông, những hành động của Lelouch là tượng trưng cho mong muốn xem các vấn đề như "suy thoái kinh tế, xung đột giai cấp, sự bất ổn chính trị, chủ nghĩa cực đoan cấp tiến" đều được giải quyết bằng "những phương pháp thận trọng của Zero" nhưng Santos bày tỏ nghi ngờ theo cách tiếp cận này và kết luận rằng "bộ phim đã thể hiện tốt nhất khi nêu lên những câu hỏi hơn là đưa ra một giải pháp cuối cùng".